# جوردن ماكميلان
جوردن ماكميلان (بالإنجليزية: Jordan McMillan)‏ هو لاعب كرة قدم بريطاني في مركز ظهير ‏، ولد في 16 أكتوبر 1988 في غلاسكو في المملكة المتحدة. لعب مع دونفرملين أثلتيك وكوين أوف ساوث ونادي بارتيك ثيسل ونادي ريكسهام ونادي رينجرز وهاميلتون أكاديميكال.

## وصلات خارجية
- جوردن ماكميلان على موقع قاعدة بيانات كرة القدم.إي يو (الإنجليزية)
- جوردن ماكميلان على موقع Soccerbase.com (لاعب) (الإنجليزية)
- جوردن ماكميلان على موقع Soccerway.com (الإنجليزية)
- جوردن ماكميلان على موقع عالم كرة القدم.نت (الإنجليزية)